# The Unknown (film 1913 Essanay)
The Unknown è un cortometraggio muto del 1913. Il nome del regista non viene riportato.

## Trama
Marie lavora come cameriera in casa del signor Hoyt, un ricco finanziere che ha perso la moglie. La madre di Marie, quando vede l'uomo, lo riconosce: è lui il padre di Marie che lei ha allevato da sola. Hoyt, felice, bacia e abbraccia la figlia che non aveva mai conosciuto.

## Produzione
Il film fu prodotto dalla Essanay Film Manufacturing Company.

## Distribuzione
Distribuito dalla General Film Company, il film - un cortometraggio a una bobina - uscì nelle sale cinematografiche USA il 17 aprile 1913.